# Pagaronia heuksanensis
Pagaronia heuksanensis är en insektsart som beskrevs av Choe 1980. Pagaronia heuksanensis ingår i släktet Pagaronia och familjen dvärgstritar. Inga underarter finns listade i Catalogue of Life.